# یانگ (ویرجینیای غربی)
یانگ (به انگلیسی: Young) یک منطقهٔ مسکونی در ایالات متحده آمریکا است که در شهرستان جکسون، ویرجینیای غربی واقع شده‌است. یانگ ۲۱۲٫۱۴ متر بالاتر از سطح دریا واقع شده‌است.